# 1,2,4-トリアゾール
1,2,4-トリアゾール（1,2,4-Triazole）はトリアゾールと呼ばれるC2H3N3という分子式を持つ化合物の1つで、炭素原子2個と窒素原子1個からなる五員環を持つ。1,2,4-トリアゾールは芳香族性を持つ複素環式化合物である。
フルコナゾールやイトラコナゾールなどの抗真菌薬の骨格となっている。
1,2,4-トリアゾールはイミドとアルキルヒドラジンからEinhorn-Brunner反応で、もしくはアミドとヒドラジドからPellizzari反応で合成される。